# Jorge Castro Bravo
Jorge Andrés Castro Bravo (Tacna, 30 de noviembre de 1953) es un ingeniero geólogo y político peruano. Fue congresista en representación de Tacna durante el periodo parlamentario 2016-2019.

## Biografía
Nació en Tacna, el 30 de noviembre de 1953.
Cursó sus estudios primarios y secundarios en la ciudad de Tacna egresando del Colegio Nacional Coronel Bolognesi. Entre 1970 y 1975 cursó estudios superiores de ingeniería geológica en la Universidad Nacional de San Agustín.

## Carrera política
Su primera participación política se dio en las elecciones parlamentarias del 2001 cuando fue candidato al Congreso de la República por Unión por el Perú sin tener éxito. Participó en las elecciones regionales del 2014 como candidato al Gobierno Regional de Tacna sin resultar elegido.

### Congresista
En las elecciones parlamentarias del 2016, Castro fue elegido como congresista de la República por el Frente Amplio en representación de Tacna para el periodo parlamentario 2016-2019.
Durante su gestión como congresista, fue vicepresidente de la Comisión que investigaba el caso Odebrecht y secretario de la Comisión de Fiscalización.
Castro fue acusado por una trabajadora de su despacho de obligarla a pagar de su sueldo el alquiler del local que él usaba para sus reuniones en la ciudad de Tacna además de los servicios de agua, luz e internet durante siete meses entre 2016 y 2017. Esta denuncia motivó la apertura de una denuncia constitucional en su contra por parte de la fiscal de la Nación.
Su mandato se vio interrumpido el 30 de septiembre del 2019 por la disolución del congreso dispuesta por el presidente Martín Vizcarra.